# Juan de Dios Ramírez Perales
Juan de Dios Ramírez Perales (8 de març de 1969) és un exfutbolista mexicà.

## Selecció de Mèxic
Va formar part de l'equip mexicà a la Copa del Món de 1994.